# Horst Günter Roersch
Horst Günter Roersch (* 1945) ist ein deutscher Gewichtheber und Bodybuilder. Er fiel mit teilweise gewalttätigen und rechtswidrigen Kampagnen auf, die sich gegen Personen wie Richard von Weizsäcker und Ignatz Bubis richteten.

## Herkunft
Horst Günter Roersch stammt aus Frankfurt. Er besuchte die Volksschule bis zur siebten Klasse und erlernte dann den Beruf des Kraftfahrzeugschlossers, in dem er nur kurzzeitig arbeitete, weil ihm der Verdienst als zu gering erschien. Er war zwölf Jahre lang verheiratet und hat zwei Töchter.

## Sportler
Zunächst war Roersch als Gewichtheber Mitglied im TSG Frankfurt und trat später für den SV Polizei Hamburg in der Regionalliga an. 1969 wurde er deutscher Vizemeister im Schwergewicht der Gewichtheber und 1970 deutscher Meister im zweiten Schwergewicht. Ende 1971 galt er als Kandidat für eine Olympiateilnahme. Im Januar 1973 wechselte Roersch zurück zur TSG Frankfurt. Im gleichen Jahr wurde er deutscher Meister im Bodybuilding. 1975 wurde er für Rot-Weiß Lörrach deutscher Meister der Gewichtheber im Superschwergewicht. 1976 schloss er sich dem TSV Reinbek an, der in der Regionalliga Nord antrat.
Am 18. August 1984 stellte er in Reinbek für den TSV mit 258,0 kg einen Europarekord im Bankdrücken bis 125 kg auf.

## Weitere Aktivitäten
Roersch war zeitweise als Türsteher von Diskotheken und Bordell-Wirtschafter tätig. 1975 wurde er wegen Förderung der Prostitution zu einer Geldstrafe verurteilt.
Seit 1985 fühlte er sich politisch „in die Opposition getrieben“. Nach eigenen Angaben befasste er sich über einen Zeitraum von fünf Jahren mit der Lektüre von Zeitungen und zeitgeschichtlichen Büchern. Zu einer Veranstaltung mit dem Mitglied im Direktorium des Zentralrates der Juden in Deutschland Ignatz Bubis erschien Roersch in einem Till-Eulenspiegel-Kostüm, um Bubis seinen Widerstand gegen Aufführungen des Theaterstückes Der Müll, die Stadt und der Tod vorzuwerfen. Nachdem Roersch aus dem Publikum heraus Bubis der Zensur beschuldigt und dieser verärgert reagiert hatte, wurde Roersch das Saalmikrophon abgestellt. 
Nach einem Vortrag des Physikers Carl Friedrich von Weizsäcker sprach Roersch diesen auf sein und seiner Ehefrau Verhalten im Nationalsozialismus an. Roersch beabsichtigte auch, mit dem Bundespräsidenten Richard von Weizsäcker zu sprechen, dem er vorwarf, bei einem Aufenthalt in der Schweiz 1942 nicht über die Judenmorde in Deutschland berichtet zu haben, seinen Vater Ernst von Weizsäcker bei den Nürnberger Kriegsverbrecherprozessen verteidigt zu haben, und 1962 bis 1966 bei dem Unternehmen Boehringer Ingelheim an der Produktion des Entlaubungsmittels Agent Orange beteiligt gewesen zu sein. Um 1990 gab Roersch diese Absicht eines Gesprächs jedoch wieder auf.
Am 2. Dezember 1993 wartete Roersch vor dem Hamburger Thalia-Theater auf Richard von Weizsäcker, der die Stadt besuchte und eine Aufführung des Stückes Minna von Barnhelm besuchen wollte. Rörsch sprach von Weizsäcker mit „Auf ein Wort, Herr Präsident“ an und versetzte ihm dann einen Schlag ins Gesicht, worauf von Weizsäcker zu Boden fiel und Rörsch von Personenschützern festgehalten wurde. Weizsäcker wurde an Nase und Lippe verletzt und verlor die unmittelbare Erinnerung an die Situation des Schlages, setzte jedoch seinen Theaterbesuch fort.
In seiner polizeilichen Vernehmung sagte Roersch, er habe mit der Tat einen Strafprozess gegen sich selbst provozieren wollen, um dort Richard von Weizsäckers Vergangenheit zur Sprache bringen zu können. Vor Gericht bezeichnete er dagegen den Schlag als „Reflex, von meiner emotionalen Welt gesteuert“. Von Weizsäcker verzichtete auf eine Klage wegen Verunglimpfung des Bundespräsidenten gegen Roersch. Roersch wurde wegen vorsätzlicher Körperverletzung zu einer Freiheitsstrafe von sechs Monaten auf Bewährung verurteilt. Die Staatsanwaltschaft hatte 10 Monate ohne Bewährung gefordert und legte gegen das Urteil Berufung ein.
Als Richard von Weizsäcker im 15. Mai 1994 an der Eröffnung des Deutschen Turnfestes in der Hamburger Hauptkirche Sankt Michaelis teilnahm, verteilte Roersch vor dem Gebäude Flugblätter mit dem Titel „Mein Schlag gegen Weizsäkker“ und wurde daraufhin vorübergehend festgenommen.
Am 2. Oktober 1994 beschimpfte Roersch von Weizsäcker im Hamburger Schauspielhaus als „Nazi“. Am 27. April 1995 verteilte Roersch vor von Weizsäckers Berliner Amtssitz Schloß Bellevue, wo dessen 75. Geburtstag gefeiert werden sollte, erneut Flugblätter und wurde festgenommen.
Nachdem der Rat der Gemeinde Gollwitz (seit 2003 Teil von Brandenburg an der Havel) im Jahr 1997 eine von der Kreisverwaltung geplante Unterbringung von 50 bis 60 jüdischen Übersiedlern aus Russland im Gutshaus Gollwitz abgelehnt hatte und für diesen Beschluss in der Öffentlichkeit kritisiert wurde, ließ Roersch Ende Oktober an die Haushalte des zu Gollwitz benachbarten Ortes Netzen mit seinem Namen unterzeichnete Flugblätter verteilen, in denen er u. a. Bubis verunglimpfte und sich ausländerfeindlich äußerte. Unabhängig von Roersch ließen auch andere Rechtsextremisten Broschüren an die Gollwitzer Haushalte verbreiten. Gegen Roersch wurde Strafanzeige erstattet und ein Ermittlungsverfahren eingeleitet.